# 舍费恩
舍费恩是奥地利施蒂利亚州哈特贝格县的一个市镇。总面积32.34平方公里，总人口1503人，人口密度46.5人/平方公里（2005年）。